# Buddan
Buddan is een bestuurslaag in het regentschap Bangkalan van de provincie Oost-Java, Indonesië. Buddan telt 2495 inwoners (volkstelling 2010).